# Майк Менян
Майк Менян (на френски: Mike Maignan) е френски професионален футболист, който играе като вратар за клуба от Серия А „Милан“ и националния отбор на Франция. Смятан за един от най-добрите вратари в света, той е известен със своите рефлекси, разпределение и лидерски качества.

## Успехи

### Клубни

#### Лил
- Лига 1 (1): 2020–21

#### Милан
- Серия А (1): 2021–22
- Суперкупа на Италия (1): 2024–25

### Национални

#### Франция
- Лига на нациите на УЕФА: 2020–21

#### Индивидуални
- Вратар на годината в Лига 1 на УНФП: 2018–19
- Отбор на годината в Лига 1 на УНФП: 2018–19
- Най-добър вратар в Серия А: 2021–22
- Отбор на годината в Серия А: 2021–22, 2022–23